# Козинкевич, Эдуард Теодорович
Эдуа́рд Теодо́рович Козинке́вич (укр. Едвард Теодорович Козинкевич; 23 мая 1949, Львов — 16 ноября 1994, Львов) — советский футболист и тренер.

## Биография

### Клубная карьера
Воспитанник львовской СДЮШОР-4. Начал профессиональную карьеру в львовском СКА. В команде провёл 73 матча и забил 13 голов. После играл за донецкий «Шахтёр». В 1970 году получил звание мастер спорта. В 1970 и 1971 году вошёл в список 33 лучших футболистов сезона. С 1972 года по 1974 год выступал за львовские «Карпаты». В 1975 году выступал за московское «Динамо», в составе клуба стал бронзовым призёром чемпионата СССР. Завершил карьеру во львовских «Карпатах» в 1978 году.

### Карьера в сборной
2 июня 1971 года дебютировал в олимпийской сборной СССР в матче против Голландии (4:0), в этом матче Козинкевич забил 2 гола. В составе олимпийской сборной всего провёл 4 матча и забил 3 гола.
В национальной сборной СССР дебютировал 19 апреля 1972 года в матче против Перу (2:0). Козинкевич попал в заявку на финальную часть чемпионата Европы 1972 в Бельгии, где принял участие в финальном матче турнира против сборной ФРГ, Козинкевич вышел на 63-й минуте вместо Анатолия Банишевского. Всего за сборную СССР провёл 6 матчей и забил 1 гол.

### Тренерская карьера
После окончания игровой карьеры стал тренером в ДЮСШ СКА (Львов). Был тренером во львовском спортинтернате. Также тренировал американский «Тризуб» из Филадельфии.

### Смерть
Погиб 15 ноября 1994 года. Тела Козинкевича и его секретарши были обнаружены в гараже, Козинкевич находился за рулём автомобиля. По официальной версии, оба погибли от отравления угарными газами, однако двигатель не работал, а у Козинкевича были травмированы руки и голова.

## Память
По инициативе львовской специализированной футбольной СДЮШОР — 4, директором которой является коллега из «Карпат» Роман Рыфьяк, в январе 1999 года был проведен первый турнир юных футболистов посвящённый памяти Козинкевича. На доме по улице Княгини Ольги, 16 в ноябре 2013 помещена памятная табличка

## Достижения

### Командные
Динамо (Москва)
- Бронзовый призёр чемпионата СССР: 1975

Сборная СССР
- Серебряный призёр чемпионата Европы: 1972

### Личные
- В списке «33 лучших футболистов СССР» — 2 раза (№ 3: 1970; № 2: 1972)